# Tomoyuki Yamashita
Tomoyuki Yamashita (jap. 山下 奉文 Yamashita Tomoyuki; ur. 8 listopada 1885 w prefekturze Kōchi, zm. 23 lutego 1946 w Los Baños) – generał Cesarskiej Armii Japońskiej, nazywany „Tygrysem Malajów”. Uznany przez sąd aliancki za zbrodniarza wojennego i stracony.

## Młodość
Tomoyuki Yamashita był synem wiejskiego lekarza w prefekturze Kōchi. W wieku lat siedmiu został zapisany do szkoły kadetów w Hiroszimie. Od roku 1906 służył w armii japońskiej i w roku 1914 brał udział w walkach z Niemcami w prowincji Szantung we wschodnich Chinach. W roku 1916 ukończył Cesarską Akademię Wojskową (6. promocja). W tym samym roku poślubił Hisako Nagayamę, córkę emerytowanego generała Nagayamy. Yamashita – uznany za eksperta do spraw niemieckich – został wysłany, jako asystent attaché wojskowego, do Berna w Szwajcarii i Berlina, gdzie pracował w latach 1919–1922. Po powrocie do Japonii służył w Naczelnym Dowództwie armii i w Wyższej Szkole Sztabu Generalnego. Gdy został mianowany członkiem sztabu, Yamashita próbował – bez powodzenia – przeforsować plan redukcji armii. Wkrótce też, jako członek frakcji politycznej japońskich wojskowych – popadł w niełaskę. Jako jeden z przywódców ugrupowania Kōdō-ha (Cesarska Droga), wszedł w konflikt z Hideki Tōjō i innymi członkami Tōsei-ha (Ugrupowania Kontroli).
W roku 1928 Yamashita został wysłany do ambasady w Wiedniu, jako attaché wojskowy. W 1930, już w stopniu pułkownika, został dowódcą 3. Pułku Piechoty (uważanego za jeden z najlepszych w armii cesarskiej).
Po nieudanej próbie przewrotu w lutym 1936 r. popadł w niełaskę cesarza Hirohito, bowiem zabiegał o okazanie łaski oficerom zamieszanym w spisek.
Yamashita był zdania, że Japonia powinna zakończyć przedłużający się konflikt z Chinami i utrzymywać pokojowe stosunki ze Stanami Zjednoczonymi i Wielką Brytanią, ale został całkowicie zignorowany, a następnie skierowany na mało znaczące stanowisko w Armii Kwantuńskiej. W latach 1938–1940 dowodził 4. Dywizją Piechoty, która zajmowała się zwalczaniem antyjapońskiej partyzantki w północnych Chinach.
W grudniu 1940 roku Yamashita został wysłany z tajną misją wojskową do hitlerowskich Niemiec i faszystowskich Włoch, gdzie spotkał się z Adolfem Hitlerem i Benitem Mussolinim.

## Malaje i Singapur

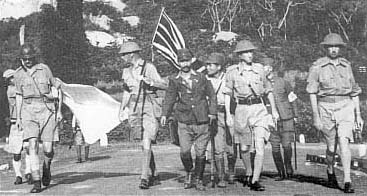
Gen. Arthur Percival w drodze na rozmowy kapitulacyjne

6 listopada 1941 roku Yamashita został dowódcą 25 Armii. 8 grudnia, działając przez zaskoczenie, przeprowadził desant na Półwyspie Malajskim z baz we francuskich Indochinach. W czasie tej kampanii, zakończonej upadkiem Singapuru 15 lutego 1942, 30 tysięcy żołnierzy Yamashity wzięło do niewoli 130 tysięcy Brytyjczyków, Hindusów i Australijczyków z gen. Arthurem Percivalem na czele, co było największą kapitulacją wojsk brytyjskich w dziejach. W wyniku tej akcji zyskał miano „Tygrysa Malajów”.
W okresie japońskiej okupacji Singapuru popełnione zostały liczne zbrodnie, zarówno w stosunku do jeńców, jak i ludności cywilnej (na przykład masakra w szpitalu „Alexandra”, czy „czystka” chińskiej diaspory). Udział Yamashity w tych wydarzeniach pozostaje sprawą kontrowersyjną, jako że nie potrafił im zapobiec. Prawdą jest jednak, że Yamashita kazał stracić oficera odpowiedzialnego za masakrę w szpitalu i kilku żołnierzy schwytanych na rabowaniu mienia. Osobiście też przeprosił pacjentów, którym udało się przeżyć.

## Mandżuria
17 lipca 1942 roku Yamashita został odwołany z Singapuru i wysłany ponownie do odległego Mandżukuo, gdzie objął dowodzenie nad 1 Armią, znajdującą się na peryferiach głównych zmagań wojny na Pacyfiku.
Za tą decyzją stał przypuszczalnie premier Tōjō, który wykorzystał potknięcie Yamashity podczas jego przemówienia do przedstawicieli ludności cywilnej Singapuru na początku 1942 roku, kiedy ten nazwał lokalną społeczność „obywatelami imperium japońskiego”. Słowa te uznane zostały za kłopotliwe dla japońskiego rządu, który nie miał zamiaru nadawać obywatelstwa żadnym mieszkańcom podbitych krajów.

## Filipiny
W roku 1944, gdy sytuacja Japonii stała się krytyczna, Yamashicie powierzono 10 października dowództwo 14 Armii, na czele której miał bronić Filipin. Zaledwie dziesięć dni później Amerykanie dokonali desantu na wybrzeżach wyspy Leyte. 6 stycznia 1945 r. oddziały 6 Armii amerykańskiej lądowały w zatoce Lingayen na Luzonie.
Yamashita dowodził 262 tys. wojska podzielonego na trzy ugrupowania obronne. Kiedy pod naporem Amerykanów został zmuszony do opuszczenia Manili wycofał się w góry północnego Luzonu. Nakazał wszystkim wojskom, nie licząc służb bezpieczeństwa, opuścić miasto. Jednak niemal natychmiast kontradmirał Sanji Iwabuchi ponownie zajął Manilę na czele 16 tys. marynarzy, z zamiarem zniszczenia urządzeń portowych. Iwabuchi wziął pod swoją komendę również 3.750 żołnierzy sił specjalnych i wbrew wyraźnym rozkazom Yamashity postanowił bronić miasta. Ta decyzja przyczyniła się do śmierci ponad stu tysięcy filipińskich cywilów podczas trwających od 4 lutego do 3 marca ciężkich walk ulicznych.

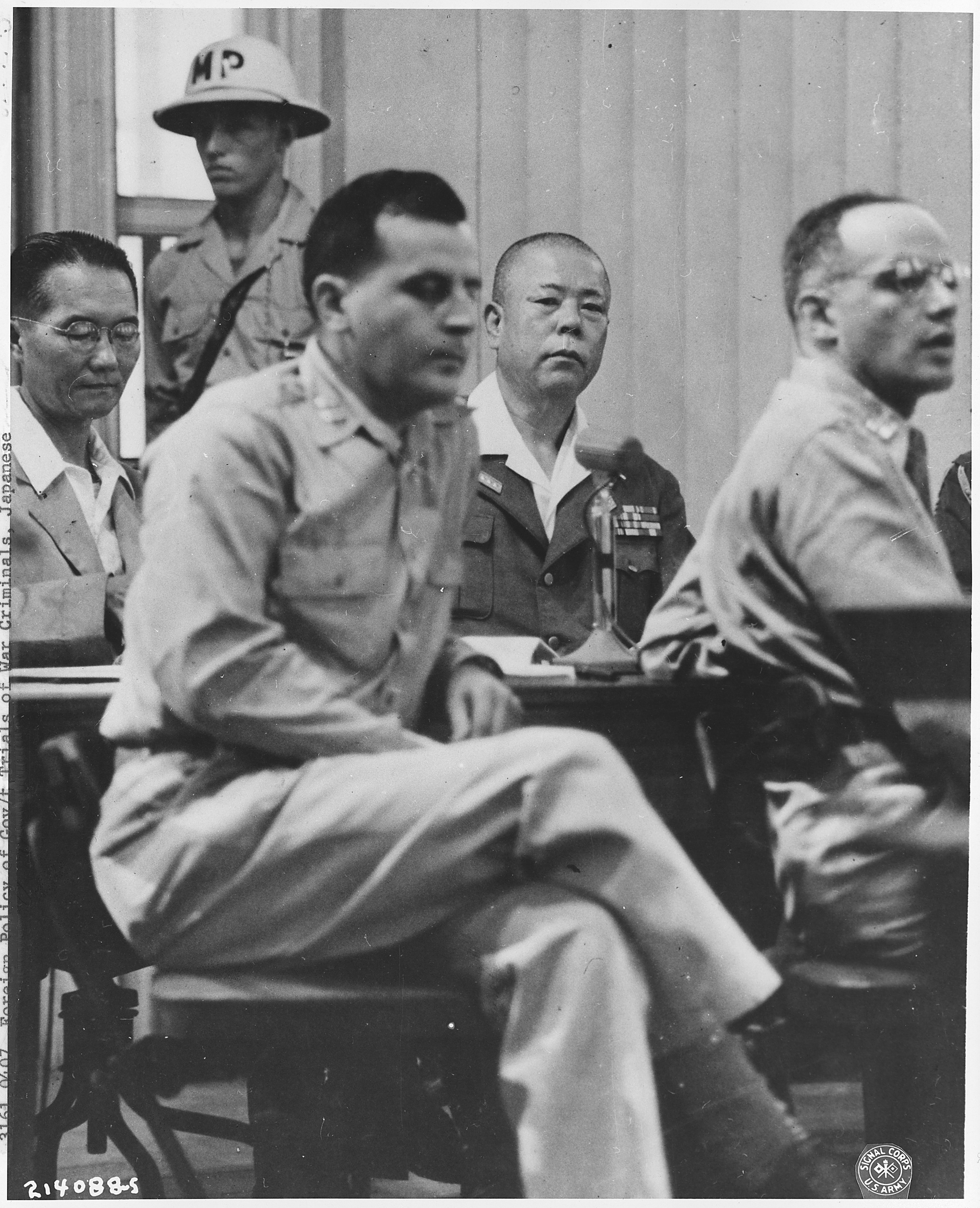
Generał Tomoyuki Yamashita (drugi z prawej) podczas swojego procesu

Yamashita skutecznie stosował taktykę opóźniającą i przetrwał aż do 2 września 1945, poddając się na czele sił, które stopniały do 50 tys., co było skutkiem działań kombinowanych oddziałów amerykańsko-filipińskich. Kapitulacja nastąpiła w obecności, m.in. generała Arthura Percivala, który składał broń przed Yamashitą w Singapurze trzy lata wcześniej. W sztabie japońskim po Yamashicie spodziewano się, że popełni seppuku przed kapitulacją. Ten odmówił jednak i wyjaśnił, że gdy to uczyni "ktoś inny będzie musiał wziąć winę na siebie".

## Proces
29 października 1945 roku Yamashita stanął przed amerykańskim sądem wojskowym w Manili z oskarżenia o zbrodnie wojenne w nawiązaniu do licznych przestępstw w stosunku do jeńców i ludności cywilnej w Singapurze i na Filipinach. Głównym zarzutem, stawianym Yamashicie, był brak jego reakcji – jako naczelnego dowódcy – na liczne zbrodnie popełniane podczas kampanii na Filipinach. Obrona przyznawała, że zbrodnie zostały popełnione, ale odpierała zarzut twierdząc, że – w związku z brakiem łączności między dowództwem a poszczególnymi oddziałami – Yamashita nie mógł panować nad swoimi podwładnymi, gdyby nawet o tych zbrodniach wiedział, co wcale nie jest pewne. Co więcej, wiele z tych zbrodni popełnionych zostało przez personel japońskiej marynarki wojennej, która mu nie podlegała. Mimo licznych protestów i argumentów głównego obrońcy, amerykańskiego prawnika Harry'ego E. Clarke'a, 7 grudnia sąd uznał Yamashitę winnym zarzucanych mu czynów i skazał go na śmierć. Clarke apelował do generała MacArthura, który apelację odrzucił. Podobnie uczyniły sądy najwyższe Filipin i USA. W rezultacie Yamashita został stracony 23 lutego 1946 roku.